# Live Earth Shanghai

Vista della torre sede del concerto

Live Earth Shanghai è un concerto svoltosi a Shanghai il 7 luglio 2007 presso l'Oriental Pearl Tower. Si tratta di una delle maratone di concerti svolte per Live Earth.

## Ordine delle esibizioni
- Evonne Hsu
- Anthony Wong
- Soler
- Huang Xiao Ming
- 12 Girls Band
- Joey Yung
- Winnie Hsin
- Sarah Brightman
- Wang Xiao Kun
- Eason Chan
- Wang Chuang Jun
- Wang Rui
- Pu Ba Jia

## Copertura mediatica
Il concerto è stato diffuso via internet in tutto il mondo da MSN.